# Associazione Calcio Brescia 1940-1941
Questa voce raccoglie le informazioni riguardanti l'Associazione Calcio Brescia nelle competizioni ufficiali della stagione 1940-1941.

## Stagione
Nella stagione 1940-1941 il Brescia disputò il quinto campionato di Serie B della sua storia giungendo terzo con 46 punti in classifica.
La squadra bresciana disputa un campionato di vertice, grazie alle ottime prestazioni di Renato Gei. La sua sarà una grande stagione, coronata da 23 reti segnate in 34 partite, un bottino che a fine stagione lo porterà a Firenze in Serie A e successivamente alla maglia azzurra indossata contro la Svizzera.
Le rondinelle lottano fino alla fine per la promozione. Risulterà galeotta la sconfitta di Genova contro la Liguria alla quint'ultima di campionato (2-0).
Si riveleranno inutili le ultime tre vittorie per la rincorsa alla promozione.

## Divise
| 1ª divisa |

## Organigramma societario
Area direttiva
- Presidente: Piercarlo Beretta

Area tecnica
- Allenatore: Evaristo Frisoni

## Rosa
| N. |                   | Ruolo | Calciatore           |
| -- | ----------------- | ----- | -------------------- |
|    | Italia (bandiera) | P     | Franco Collimedaglia |
|    | Italia (bandiera) | P     | Giuseppe Romano      |
|    | Italia (bandiera) | D     | Carlo Albini         |
|    | Italia (bandiera) | D     | Faustino Ardesi      |
|    | Italia (bandiera) | D     | Andrea Gadaldi       |
|    | Italia (bandiera) | D     | Eugenio Lechi        |
|    | Italia (bandiera) | D     | Oscar Messora        |
|    | Italia (bandiera) | D     | Francesco Scalvi     |
|    | Italia (bandiera) | C     | Bruno Barbieri       |
|    | Italia (bandiera) | C     | Mario Bergamaschi    |
|    | Italia (bandiera) | C     | Giovanni Bertuzzi    |
|    | Italia (bandiera) | C     | Renato Cervati       |

| N. |                   | Ruolo | Calciatore            |
| -- | ----------------- | ----- | --------------------- |
|    | Italia (bandiera) | C     | Ruggero Di Cuonzo     |
|    | Italia (bandiera) | C     | Evaristo Frisoni (II) |
|    | Italia (bandiera) | C     | Franco Scaramelli     |
|    | Italia (bandiera) | A     | Achille Buzzoni       |
|    | Italia (bandiera) | A     | Aldo Dusi             |
|    | Italia (bandiera) | A     | Renato Gei            |
|    | Italia (bandiera) | A     | Armando Giustacchini  |
|    | Italia (bandiera) | A     | Giovanni Moretti      |
|    | Italia (bandiera) | A     | Coriolano Palumbo     |
|    | Italia (bandiera) | A     | Italo Rebuzzi (II)    |
|    | Italia (bandiera) | A     | Giordano Valentini    |
|    | Italia (bandiera) | A     | Luigi Ziletti         |

## Risultati

### Serie B

#### Girone di andata
| Arbitro: | Carpani (Milano) |

|               |           |                  |
| D'Odorico 38’ | Marcatori | 36’ Gei 67’ Dusi |

| Arbitro: | Coletti (Treviso) |

|                         |           |              |
| Moretti 10’ (rig.), 50’ | Marcatori | 76’ Romanini |

| Arbitro: | Fois (Roma) |

|                           |           |                           |
| Torti II 63’ Scaccini 72’ | Marcatori | 8’, 22’ Gei 30’, 42’ Dusi |

| Arbitro: | Bianchi (Firenze) |

|              |           |            |
| Gei 13’, 23’ | Marcatori | 47’ Barbon |

| Arbitro: | Bertolio (Torino) |

|                      |           |  |
| Dusi 20’ Palumbo 88’ | Marcatori |  |

| Arbitro: | Forni (Treviso) |

|            |           |                         |
| Sichel 37’ | Marcatori | 19’ Moretti 60’ Palumbo |

| Arbitro: | Neri (Vicenza) |

|             |           |  |
| Palumbo 59’ | Marcatori |  |

| Arbitro: | Mazza (Torre del Greco) |

|                         |           |                     |
| Alderotti 32’ Dapas 41’ | Marcatori | 27’ (aut.) Chellini |

| Arbitro: | Gamba (Pozzuoli) |

|                   |           |  |
| Gei 15’, 24’, 59’ | Marcatori |  |

| Arbitro: | Biancone (Roma) |

|           |           |                          |
| Conti 67’ | Marcatori | 20’ Moretti 29’, 49’ Gei |

| Arbitro: | Pizziolo (Firenze) |

|                  |           |  |
| Dusi 11’ Gei 85’ | Marcatori |  |

| Arbitro: | Gamba (Pozzuoli) |

|                   |           |          |
| Albini 65’ (aut.) | Marcatori | 19’ Dusi |

| Arbitro: | Coletti (Treviso) |

|                           |           |                                 |
| Gattoronchieri 63’ (aut.) | Marcatori | 31’ Bollano 39’ Zanni 73’ Magni |

| Arbitro: | Limido (Milano) |

|             |           |  |
| Rampini 65’ | Marcatori |  |

| Arbitro: | Gorini (Milano) |

|                                         |           |  |
| Frisoni II 24’ Barbieri 35’ Ziletti 38’ | Marcatori |  |

| Arbitro: | Biancone (Roma) |

|                                                  |           |                                        |
| Pini 7’ Bertoni II 19’ Presselli 69’ Nardini 89’ | Marcatori | 43’ Frisoni II 46’ Moretti 60’ Buzzoni |

| Arbitro: | Bellè (Venezia) |

|              |           |             |
| Barbieri 45’ | Marcatori | 40’ Borrini |

#### Girone di ritorno
| Arbitro: | Bogetti (Cuneo) |

|          |           |  |
| Dusi 41’ | Marcatori |  |

| Arbitro: | Goracci (Firenze) |

|              |           |             |
| Romanini 62’ | Marcatori | 44’ Buzzoni |

| Arbitro: | Tassini (Verona) |

|                             |           |  |
| Buzzoni 46’ Dusi 55’ (rig.) | Marcatori |  |

| Arbitro: | Rosso (Casale Monferrato) |

|                       |           |                          |
| Rossi 56’ Zanollo 86’ | Marcatori | 42’ Moretti 74’ Barbieri |

| Padova 9 marzo 1941 22ª giornata | Padova            | 0 – 0 | Brescia | Stadio Silvio Appiani\| Arbitro: \| Venutti (Trieste) \| |
| Arbitro:                         | Venutti (Trieste) |       |         |                                                          |

| Brescia 16 marzo 1941 23ª giornata | Brescia         | 0 – 0 | Fanfulla | Stadium di Viale Piave\| Arbitro: \| Bellè (Venezia) \| |
| Arbitro:                           | Bellè (Venezia) |       |          |                                                         |

| Arbitro: | Pizziolo (Firenze) |

|                      |           |         |
| Tomasi 36’ Piana 74’ | Marcatori | 32’ Gei |

| Arbitro: | Bernardi (Bologna) |

|         |           |  |
| Gei 63’ | Marcatori |  |

| Arbitro: | Moretti (Genova) |

|           |           |                  |
| Costa 47’ | Marcatori | 17’ Gei 62’ Dusi |

| Arbitro: | Zavattaro (Casale M.) |

|                                                  |           |  |
| Gei 8’, 9’ Dusi 38’ Moretti 52’, 67’ Gadaldi 79’ | Marcatori |  |

| Arbitro: | Bertolio (Torino) |

|                     |           |  |
| Braga 14’ Notti 22’ | Marcatori |  |

| Arbitro: | Rossi (Milano) |

|                      |           |  |
| Dusi 22’ (rig.), 79’ | Marcatori |  |

| Arbitro: | Mattea (Torino) |

|                      |           |  |
| Meroni 12’ Magni 41’ | Marcatori |  |

| Arbitro: | Coletti (Treviso) |

|              |           |  |
| Gei 14’, 61’ | Marcatori |  |

| Arbitro: | Neri (Vicenza) |

|  |           |                        |
|  | Marcatori | 65’, 86’, 88’, 89’ Gei |

| Arbitro: | Scorzoni (Bologna) |

|                                                                |           |  |
| Albini 19’, 20’, 82’ Buzzoni 52’, 55’, 57’ Rebuzzi II 66’, 68’ | Marcatori |  |

| Arbitro: | Bertolio (Torino) |

|                            |           |                  |
| Guerrieri 1’, 5’ Capra 53’ | Marcatori | 44’ Gei 51’ Dusi |

### Coppa Italia

#### Terzo turno eliminatorio
| Arbitro: | Carpani (Milano) |

|                              |           |            |
| Palumbo 40’, 53’ Ziletti 82’ | Marcatori | 32’ Ghezzi |

#### Sedicesimi di finale
| Arbitro: | Donati (Milano) |

|                                     |           |                     |
| Tabanelli 5’ Ciancamerla 49’ (rig.) | Marcatori | 14’ Gei 45’ Messora |

| Arbitro: | Carpani (Milano) |

|                                  |           |                              |
| Albini 29’ Gei 63’ Dusi 78’, 82’ | Marcatori | 35’ Pagliano 59’ Ciancamerla |

#### Ottavi di finale
| Arbitro: | Ciamberlini (Genova) |

|                                                    |           |                         |
| Michelini 4’ Petron 40’, 60’ Ganelli 42’ Capri 49’ | Marcatori | 63’, 75’ (rig.) Buzzoni |

## Statistiche

### Statistiche di squadra
| Competizione | Punti | In casa | In casa | In casa | In casa | In casa | In casa | In trasferta | In trasferta | In trasferta | In trasferta | In trasferta | In trasferta | Totale | Totale | Totale | Totale | Totale | Totale | DR  |
| Competizione | Punti | G       | V       | N       | P       | Gf      | Gs      | G            | V            | N            | P            | Gf           | Gs           | G      | V      | N      | P      | Gf     | Gs     | DR  |
| ------------ | ----- | ------- | ------- | ------- | ------- | ------- | ------- | ------------ | ------------ | ------------ | ------------ | ------------ | ------------ | ------ | ------ | ------ | ------ | ------ | ------ | --- |
| Serie B      | 46    | 17      | 14      | 2       | 1       | 39      | 6       | 17           | 6            | 4            | 7            | 28           | 26           | 34     | 20     | 6      | 8      | 67     | 32     | +35 |
| Coppa Italia |       | 2       | 2       | 0       | 0       | 7       | 3       | 2            | 0            | 1            | 1            | 4            | 7            | 4      | 2      | 1      | 1      | 11     | 10     | +1  |
| Totale       | -     | 19      | 16      | 2       | 1       | 46      | 9       | 19           | 6            | 5            | 8            | 32           | 33           | 38     | 22     | 7      | 9      | 78     | 42     | +36 |

### Statistiche dei giocatori[3]
| Giocatore       | Serie B  | Serie B | Coppa Italia | Coppa Italia | Totale   | Totale |
| Giocatore       | Presenze | Reti    | Presenze     | Reti         | Presenze | Reti   |
| --------------- | -------- | ------- | ------------ | ------------ | -------- | ------ |
| C. Albini       | 31       | 3       | 3+           | 1            | 34+      | 4      |
| F. Ardesi       | 1        | 0       | 3+           | 0            | 4+       | 0      |
| B. Barbieri     | 24       | 3       | 0+           | -            | 24+      | 3      |
| M. Bergamaschi  | 16       | 0       | 1+           | 0            | 17+      | 0      |
| G. Bertuzzi     | 4        | 0       | 0+           | -            | 4+       | 0      |
| A. Buzzoni      | 19       | 6       | 3+           | 2            | 22+      | 8      |
| R. Cervati      | 19       | 0       | 2+           | 0            | 21+      | 0      |
| R. Di Cuonzo    | 19       | 0       | 3+           | 0            | 22+      | 0      |
| A. Dusi         | 28       | 13      | 2+           | 2            | 30+      | 15     |
| E. Frisoni (II) | 22       | 2       | 0+           | -            | 22+      | 2      |
| A. Gadaldi      | 31       | 1       | 2+           | 0            | 33+      | 1      |
| R. Gei          | 34       | 24      | 3+           | 2            | 37+      | 26     |
| A. Giustacchini | -        | -       | 1+           | 0            | 1+       | 0      |
| E. Lechi        | 1        | 0       | 0+           | -            | 1+       | 0      |
| O. Messora      | 8        | 0       | 3+           | 1            | 11+      | 1      |
| G. Moretti      | 26       | 8       | 1+           | 0            | 27+      | 8      |
| C. Palumbo      | 24       | 3       | 2            | 2            | 26       | 5      |
| I. Rebuzzi (II) | 9        | 1       | 2+           | 0            | 11+      | 1      |
| G. Romano       | 34       | -21     | 3+           | -9+          | 37+      | -30+   |
| F. Scalvi       | 1        | 0       | 0+           | -            | 1+       | 0      |
| F. Scaramelli   | 20       | 0       | 0+           | -            | 20+      | 0      |
| G. Valentini    | 2        | 0       | 0+           | -            | 2+       | 0      |
| L. Ziletti      | 2        | 1       | 1            | 1            | 3        | 2      |